# NGC 5887
NGC 5887 is een spiraalvormig sterrenstelsel in het sterrenbeeld Slang. Het hemelobject werd op 9 juni 1880 ontdekt door de Franse astronoom Édouard Jean-Marie Stephan.

## Synoniemen
- UGC 9779
- MCG 0-39-12
- ZWG 21.56
- NPM1G +01.0445
- PGC 54416